# Назаренко Руслан Олександрович
Русла́н Олекса́ндрович Наза́ренко — молодший сержант Збройних сил України, учасник російсько-української війни.
Брав участь в боях на сході України у складі 26-ї бригади.

## Нагороди
За особисту мужність і героїзм, виявлені у захисті державного суверенітету та територіальної цілісності України, вірність військовій присязі під час російсько-української війни
- нагороджений орденом «За мужність» III ступеня (22.1.2015).